# S. Scott Bullock
Stuart Scott Bullock (n. 7 mai 1956) este un actor american de film și televiziune.